# Yavé Cahard
Yavé Cahard (* 26. Dezember 1957 in Sainte-Adresse) ist ein ehemaliger französischer Bahnradsportler und Weltmeister.
1979 wurde Yavé Cahard in Amsterdam Amateur-Weltmeister auf dem Tandem, gemeinsam mit Franck Dépine. Im Jahr darauf startete er bei den Olympischen Spielen in Moskau und errang im Sprint die Silbermedaille hinter dem Deutschen Lutz Heßlich. Im 1000-Meter-Zeitfahren belegte er Rang fünf. Als Amateur errang er zudem acht nationale Titel im Sprint und im Zeitfahren. Zweimal, 1980 und 1981, gewann er die internationale Meisterschaft von Japan im Sprint. 1980 gewann er den Großen Preis von Berlin.
1982 trat Cahard zu den Profis über. Im selben Jahr sowie 1985 wurde er französischer Meister im Sprint der Profis. 1983 wurde er in Zürich Vize-Weltmeister im Sprint, 1982 und  1984 wurde er jeweils WM-Dritter. Zweimal belegte er beim Sprint-Klassiker Grand Prix de Paris den zweiten Platz, 1980 als Amateur und 1984 als Profi.